# University of Rochester
University of Rochester (Uniwersytet w Rochester, Uniwersytet w Rochesterze, Uniwersytet Rochesterski) – amerykańska uczelnia niepubliczna z siedzibą w Rochesterze w stanie Nowy Jork. Powstała w roku 1850, 
W roku akademickim 2018/2019 uniwersytet kształcił około 10 000 studentów, w tym 6293 na studiach licencjackich oraz 3644 na studiach magisterskich i doktoranckich oraz zatrudniał 1348 pracowników naukowo-dydaktycznych. W roku podatkowym 2018 jego budżet wynosił około 4 miliardy dolarów. Roczny koszt nauki to około 60 tysięcy dolarów. Uczelnia była pierwszą w Stanach Zjednoczonych, która uruchomiła kształcenie kierunkowe z optyki. Pionierski Instytut Optyki powstał w 1929 dzięki grantowi, na który złożyły się firmy Bausch & Lomb oraz Eastman Kodak, obie mające siedzibę w Rochester i potrzebujące tam wykwalifikowanych optyków.
Uniwersytet jest uznawany za jeden z elitarnych New Ivies. W 2012 uplasował się na 81 pozycji na świecie w rankingu Times Higher Education. W historii uczelni 7 absolwentów, 4 wykładowców i 1 starszy pracownik naukowy w uniwersyteckim szpitalu Strong Memorial Hospital zostało laureatami Nagrody Nobla. 32 wykładowców jest ponadto członkami elitarnej National Academy of Science, 12 absolwentów i wykładowców zdobyło Nagrodę Pulitzera, a 20 wykładowców zostało wyróżnionych prestiżowym Guggenheim Fellowship.
Uniwersytet należy do NCAA Division III, a dokładniej do konferencji University Athletic Association. Wyjątkiem jest męska reprezentacja w squashu, która występuje w NCAA Division I. Uczelniany klub sportowy nosi nazwę Rochester Yellowjackets (Osy), a jego kolory to żółty i niebieski.

## Galeria

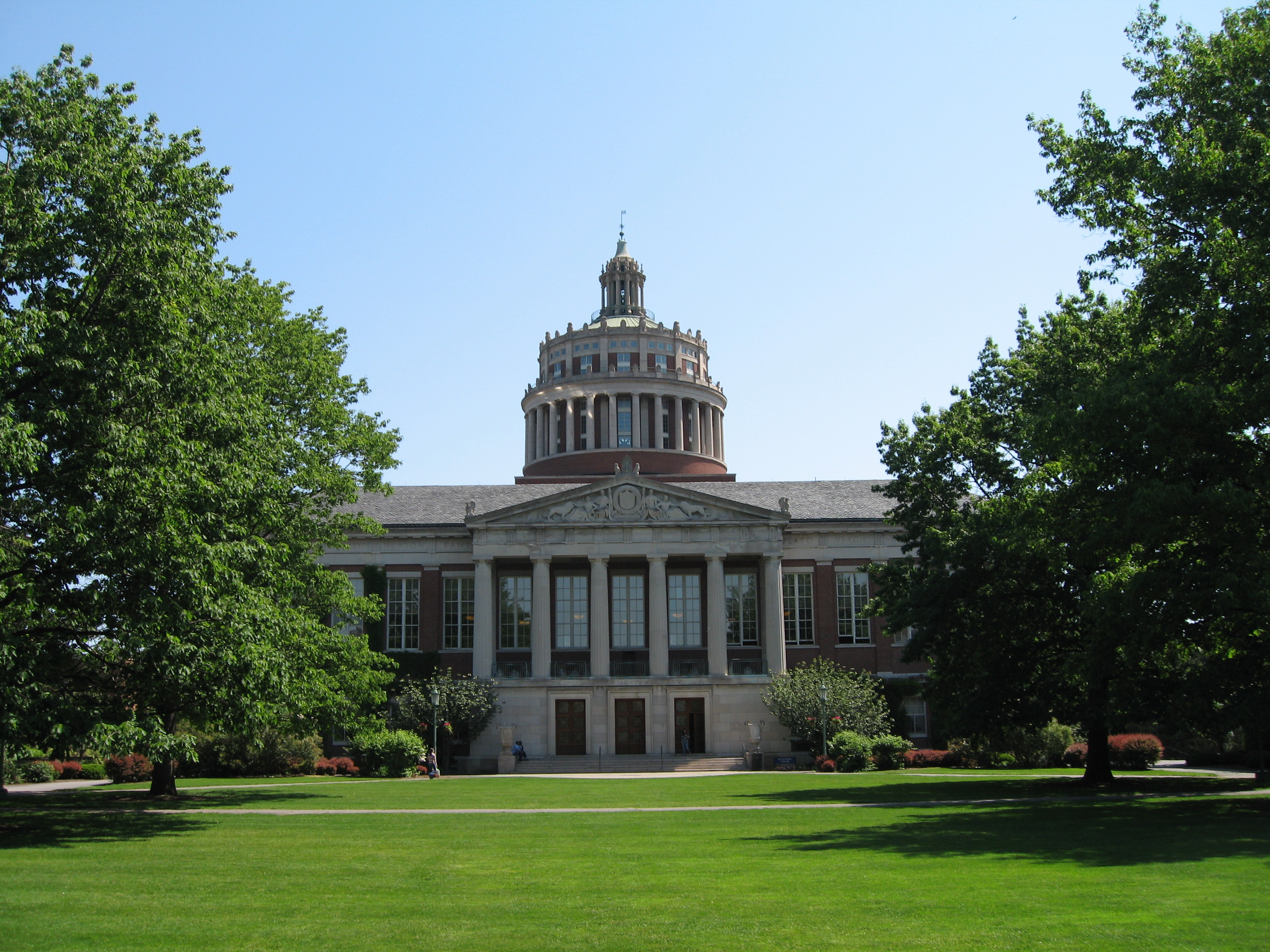
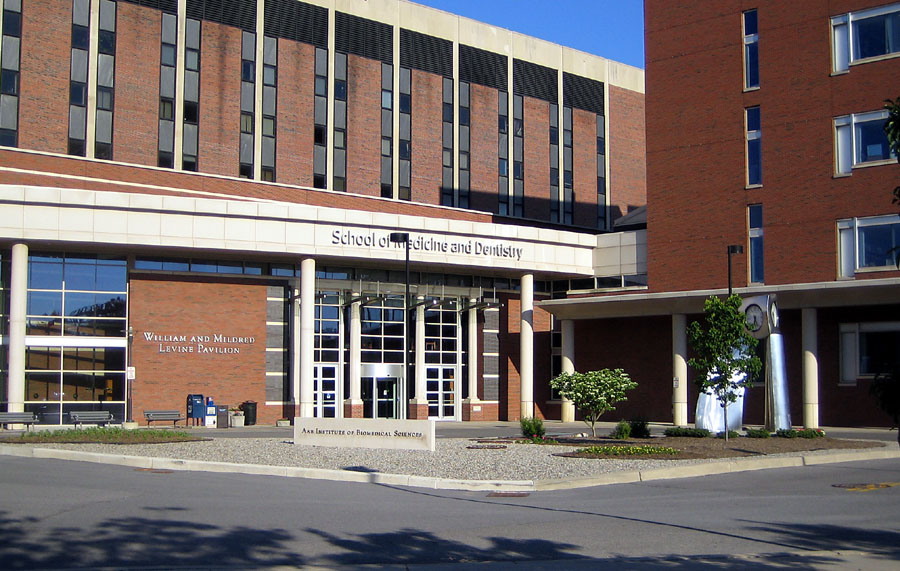
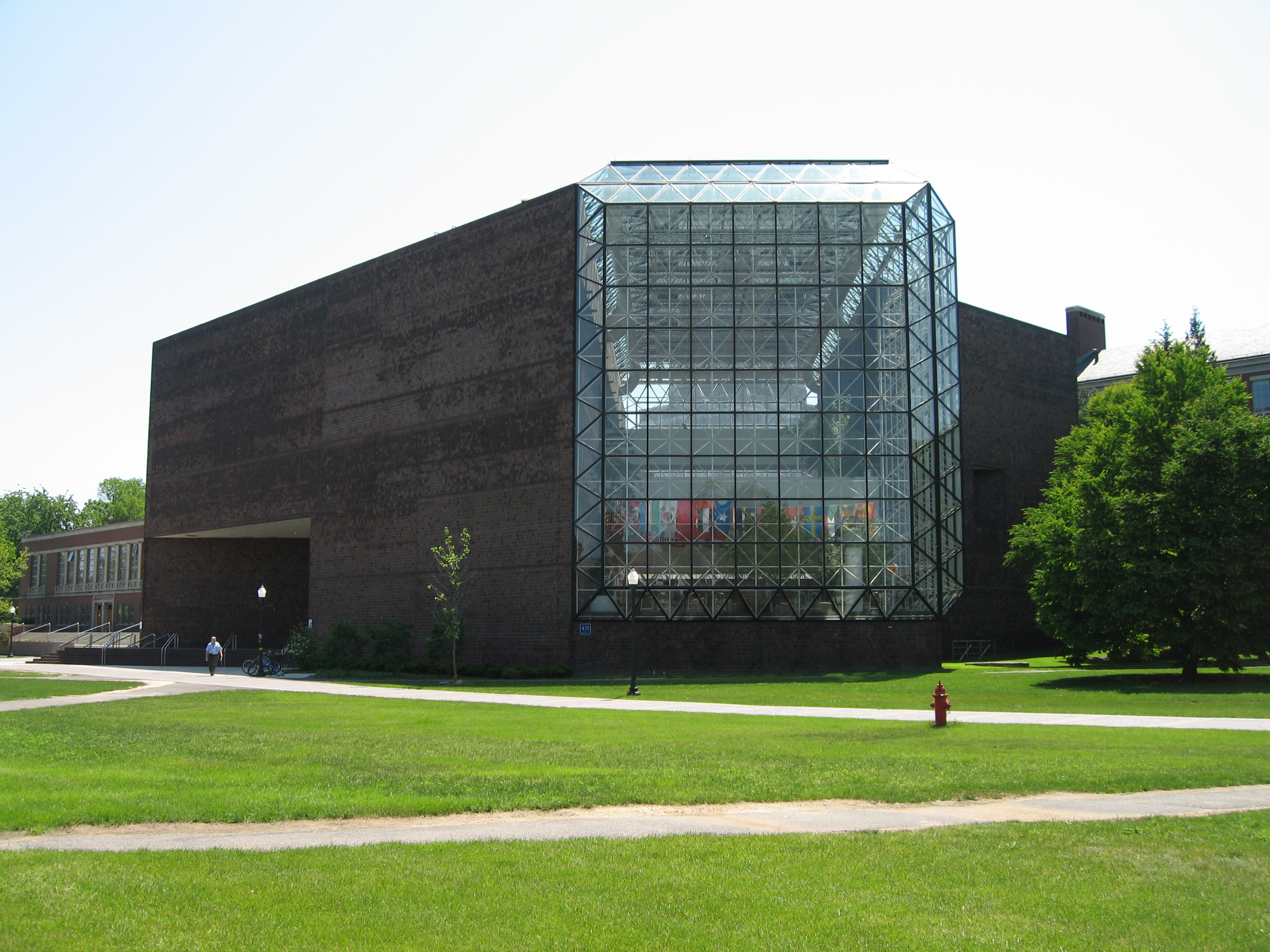
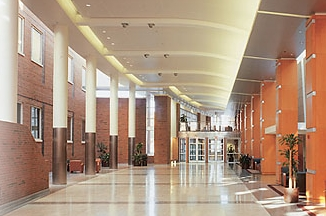
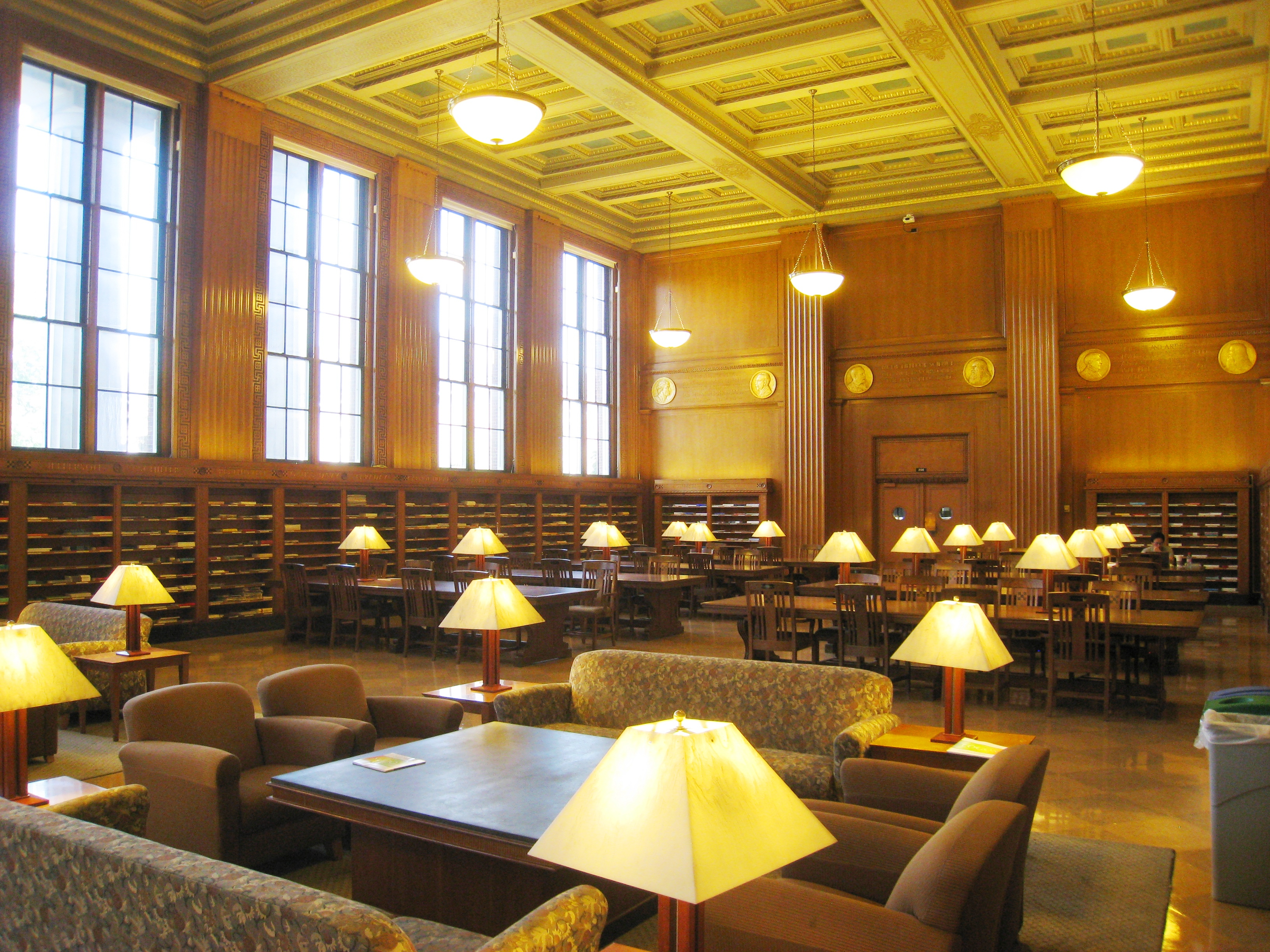
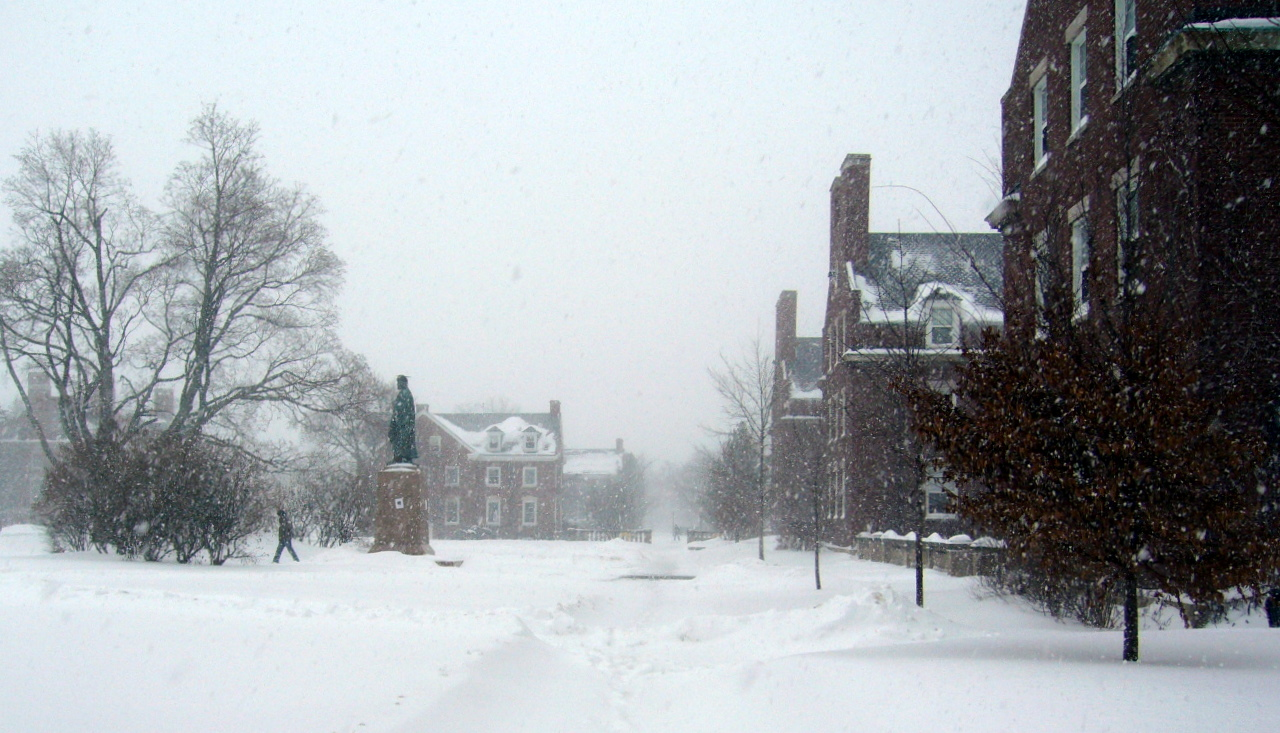
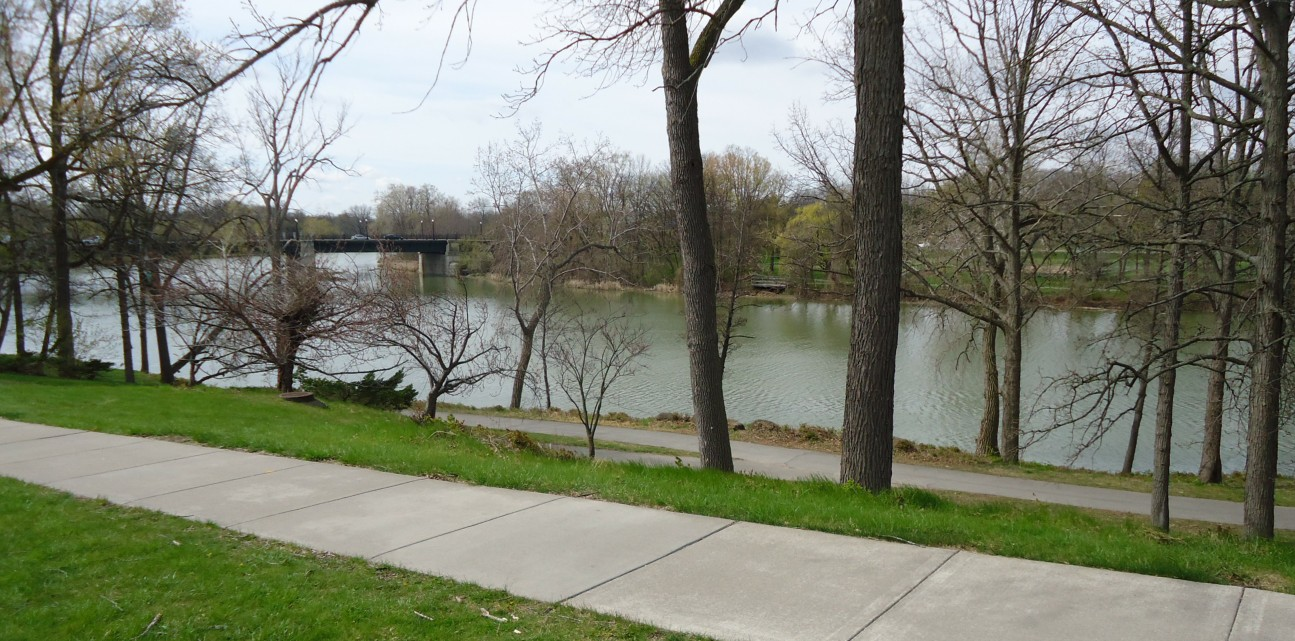
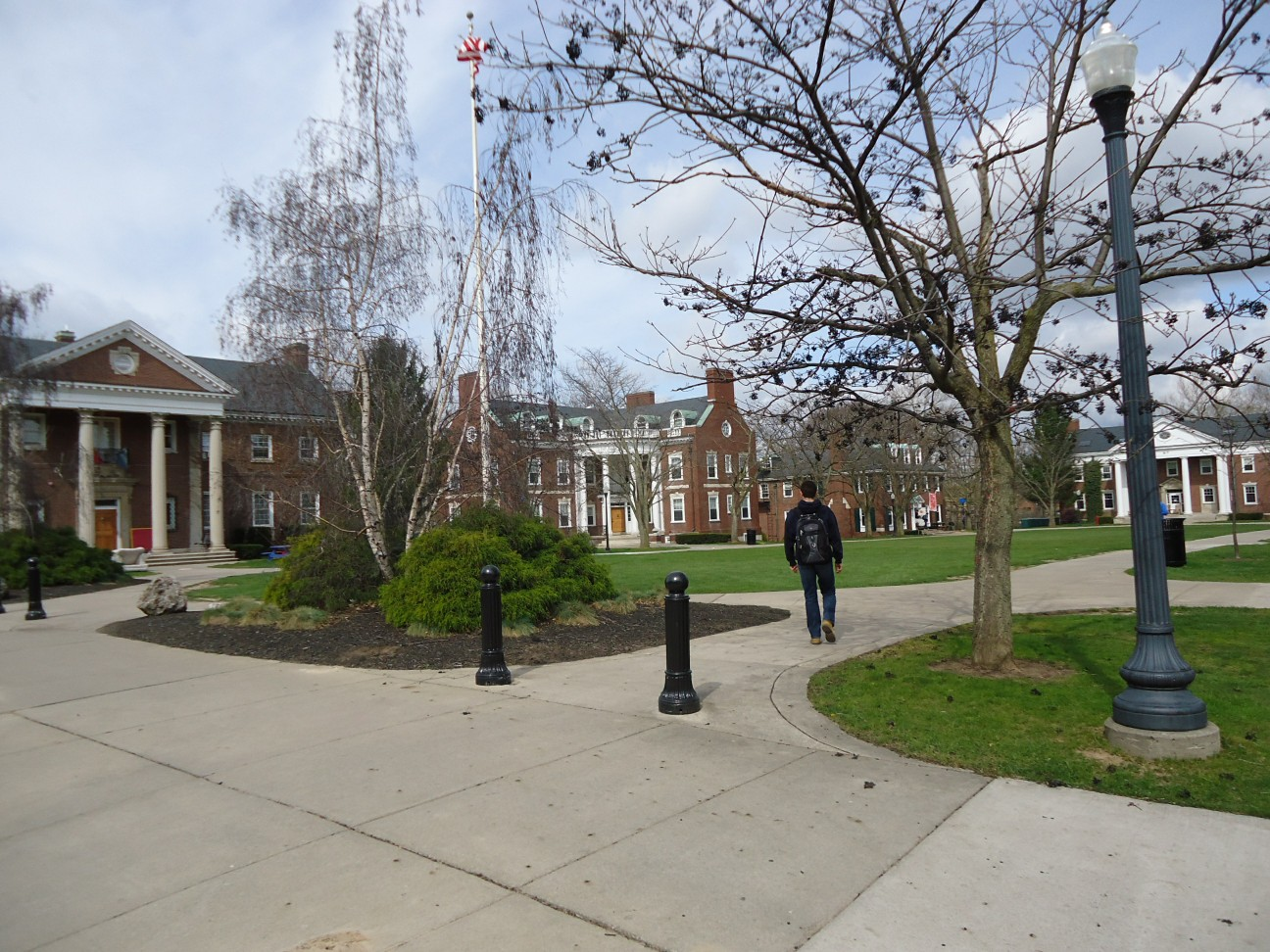